# Diego de Arana
Diego de Arana (Còrdova, Espanya, 1468 - illa de L'Espanyola, 1493), va ser un mariner que va acompanyar a Colom en el primer viatge de descobriment d'Amèrica.

## Dades biogràfiques
Se'l cita com a natural de Còrdova en el Diari de Colom i, a la Història de l'Almirall Ferran Colom, diu que era fill de Rodrigo de Arana. Se li suposa cosí de Beatriu Enríquez de Arana, l'abnegada companya de Cristòfor Colom, amb qui mai va arribar a casar-se.
Home de confiança de l'Almirall, va seguir en el seu primer viatge el divendres 3 d'agost de 1492, en qualitat de Alguacil de la Armada.
Després del naufragi de la Santa Maria, el dimarts 25 de desembre de 1492, a la costa nord-oest de L'Espanyola, i desapareguda la Pinta de Martín Alonso Pinzón, Colom, que anhelava tornar a Espanya per mostrar als Reis Catòlics el seu descobriment, va escollir a Diego per quedar-se al capdavant dels 36 homes que no cabien en el viatge de tornada. Al costat de Diego de Arana, van quedar com a lloctinents: Però Gutiérrez, reboster d'estrada del rei Ferran el Catòlic i Rodrigo d'Escobedo, escrivà major de l'Armada.
 
Per a la defensa d'aquells homes, els expedicionaris van construir amb l'ajuda de nadius taínos i les restes del naufragi de la Santa Maria el Fort Nativitat.
Dies després, el divendres 4 de gener de 1493, Colom va aixecar àncores per tornar a Espanya. Ja en alta mar, el dia de Reis, Colom es va retrobar a Pinzón amb qui mantenia seriosa disputa i, no van tornar al fort, sinó que van tornar junts amb direcció a Lisboa encara que, novament separats, La Pinta aconseguiria el port de Baiona a Galícia, abans que Colom arribés a Lisboa.
Uns mesos després, Colom retorna a la Hispaniola, el 28 de novembre de 1493, va trobar que tots els espanyols, inclosos Diego d'Arana, Però Gutiérrez i Rodrigo d'Escobedo, havien estat assassinats pels caribenys dirigits per Caonabo i el fort Nativitat completament arrasat.
Pel relat que dels fets els va fer el cacic amic Guacanagarí, va haver serioses disputes entre els espanyols per l'or que agafaven i les dones natives que disputaven i es van enfrontar al punt de matar un tal Jacome i dispersar-se. Únicament Arana i deu dels seus homes van quedar custodiant el fort. Gutiérrez i Escobedo i els del seu grup van ser assassinats per Caonabo, cacic de la zona de les mines d'or on havia anat. I en un atac nocturn també va atacar i exterminar als defensors del fort.
Colón va decidir abandonar aquella zona insegura i construir La Isabela, la primera ciutat europea a Amèrica, moltes milles a l'est d'aquell malaurat lloc.